# Keklik Yücel
Keklik Yücel (Cevizli, 5 de mayo de 1968) es una política neerlandesa de origen turco que actualmente ocupa un escaño en la Segunda Cámara de los Estados Generales para el período legislativo 2012-2017 por el Partido del Trabajo (Partij van de Arbeid). Es la vocera del proyecto político Emancipatie, una propuesta del Partido del Trabajo que busca promover la igualdad salarial en el país.
Entre el 9 de febrero de 2010 y el 31 de mayo de 2010 realizó un reemplazo temporal por Chantal Gill'ard, miembro de la Cámara Baja, donde participó en varias comisiones vinculadas a cuestiones médico-éticas y la cooperación para el desarrollo. En su actual período legislativo, que partió el 20 de septiembre de 2012, es parte de los comités de Educación, cultura y ciencia, además del de Asuntos sociales y empleo.